# Rufus Norris
Sir Rufus Norris (Cambridge, 16 gennaio 1965) è un regista e direttore artistico britannico.

## Biografia
Rufus Norris trascorse l'infanzia tra l'Africa e la Malesia, prima di tornare nel Regno Unito e studiare recitazione alla Royal Academy of Dramatic Art. Tuttavia abbandonò presto la carriera da attore per dedicarsi alla regia. 
Dalla fine degli anni novanta alla metà degli anni duemila lavorò assiduamente sulle scene del West End londinese e nel 2004 il successo fu consacrato con la sua regia del dramma di David Eldridge Festen, che gli valse l'Evening Standard Theatre Award e fu riproposto anche a Broadway.
Negli anni successivi ampliò il proprio repertorio dedicandosi anche al teatro musicale (Cabaret, 2006) e all'opera lirica (Don Giovanni, 2011), oltre a continuare la propria attività di regista di opere nuove e classici del teatro moderno come The Amen Corner e L'opera da tre soldi. Dal 2015 al 2025 è stato il direttore artistico del National Theatre di Londra. Nel 2025 ha vinto uno speciale Premio Laurence Olivier alla carriera per il suo lavoro al National Theatre.

## Filmografia (parziale)

### Regista
- Broken - Una vita spezzata (Broken) (2012)
- London Road (2015)

### Attore
- Il soffio del diavolo (Demon Wind), regia di Charles Philip Moore (1990)

## Teatrografia (parziale)
- Cabaret, libretto di Joe Masteroff e Fred Ebb, colonna sonora di John Kander. Lyric Theatre di Londra (2006), Savoy Theatre di Londra (2012)
- Don Giovanni, libretto di Lorenzo Da Ponte, colonna sonora di Wolfgang Amadeus Mozart. English National Opera di Londra (2011)
- Les Liaisons Dangereuses di Christopher Hampton. American Airlines Theatre di Broadway (2008)
- The Amen Corner di James Baldwin. National Theatre di Londra (2014)
- L'opera da tre soldi, libretto di Bertolt Brecht, colonna sonora di Kurt Weill. National Theatre di Londra (2016)
- Macbeth di William Shakespeare. National Theatre di Londra (2018)